# Pseudeuophrys
Pseudeuophrys este un gen de păianjeni din familia Salticidae.
Cladograma conform Catalogue of Life:
| Pseudeuophrys | \| \| Pseudeuophrys erratica \| \| \| \| \| \| Pseudeuophrys iwatensis \| \| \| \| \| \| Pseudeuophrys lanigera \| \| \| \| \| \| Pseudeuophrys nebrodensis \| \| \| \| \| \| Pseudeuophrys obsoleta \| \| \| \| \| \| Pseudeuophrys pallidipes \| \| \| \| \| \| Pseudeuophrys pascualis \| \| \| \| \| \| Pseudeuophrys vafra \| \| \| \| |
|               | \| \| Pseudeuophrys erratica \| \| \| \| \| \| Pseudeuophrys iwatensis \| \| \| \| \| \| Pseudeuophrys lanigera \| \| \| \| \| \| Pseudeuophrys nebrodensis \| \| \| \| \| \| Pseudeuophrys obsoleta \| \| \| \| \| \| Pseudeuophrys pallidipes \| \| \| \| \| \| Pseudeuophrys pascualis \| \| \| \| \| \| Pseudeuophrys vafra \| \| \| \| |
|               | Pseudeuophrys erratica |
|               | |
|               | Pseudeuophrys iwatensis |
|               | |
|               | Pseudeuophrys lanigera |
|               | |
|               | Pseudeuophrys nebrodensis |
|               | |
|               | Pseudeuophrys obsoleta |
|               | |
|               | Pseudeuophrys pallidipes |
|               | |
|               | Pseudeuophrys pascualis |
|               | |
|               | Pseudeuophrys vafra |
|               | |